# Парлерж, Петр
Петр Парлерж (Петер Парлер) (чеш. Petr Parléř, нем. Peter Parler; 1330 или 1333, Швебиш-Гмюнд — 13 июля 1399, Прага) — немецко-чешский архитектор и скульптор, известнейший представитель архитектурной династии Парлеров.
Родился в семье зодчего Хайнриха Парлера, бывшего родом из Кёльна. Братья Петра, Йоханн и Михаэль, также оставили след в истории готики. Узнав о работах Парлеров в Швабии, Карл IV пригласил Петра достроить Собор Святого Вита после смерти предыдущего архитектора, Матьё Аррасского. При строительстве собора Парлерж не только использовал ряд нововведений инженерного характера (например, сетчатые своды), но и уделял большое внимание декоративным элементам — украшениям колонн и окон, скульптурам.
Парлерж сформировал архитектурный облик Нове-Места, построил Карлов мост и башни при нём, а также церковь Всех Святых в Пражском Граде. Им или под его влиянием были созданы нюрнбергская Фрауэнкирхе, алтарь церкви св. Варфоломея в Колине и ряд меньших построек в Богемии, Силезии, Моравии и Верхнем Пфальце. Он был плодовитым скульптором, работы которого долгое время вызывали подражания.
Парлерж скопил состояние, умер в Праге и был похоронен в Соборе Св. Вита. Его сыновья, Венцель и Йоханн, пошли по стопам отца. Наиболее известен Ян Парлерж Младший, один из архитекторов Храма Святой Варвары в Кутна-Горе.

## Память о Парлерже

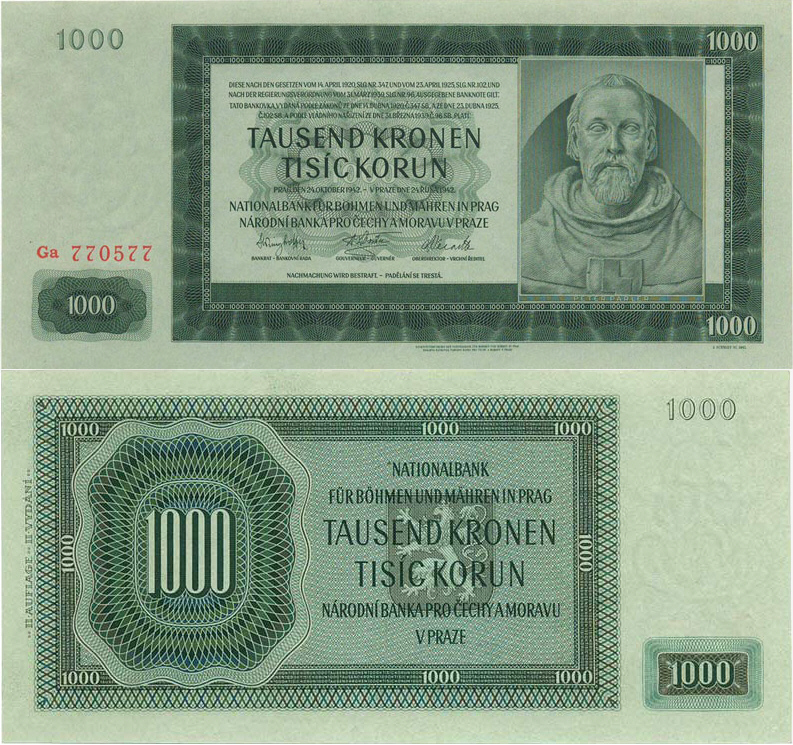
Банкнота в 1000 крон Богемии и Моравии

В 1942 году изображение бюста Петра Парлержа было помещено правительством Протектората Богемии и Моравии на купюру достоинством в 1000 крон.
В 1988 году астроном Антонин Мркос назвал в честь Парлержа открытый им астероид 6550.